# فرش صفوی
فرش صفوی نقطه اوج طرح و بافت فرش ایران تحت حمایت سلسله صفوی بوده‌است، در سال ۱۱۵۲-۹۰۷ه. ق(۱۵۰۱-۱۷۳۹) بدست آمده است. این امر باعث فراهم آمدن عوامل زیادی شد. از جمله تحت حمایت دربار قرار گرفتن که باعث شد. طراحان دربار در تمام سطوح به خلق آثار هنری بپردازند، دسترسی فراوان به مواد اولیه و رنگ چه در تولیدات داخلی وچه وارداتی.
تصویرگری فرش‌های ایلاتی و عشایری در کتاب‌های مصور هر چند نادر ولی مویدآن است. که بافت این فرش‌ها در دوران صفوی انجام گرفته‌است. به دلیل دگرگونی‌های مهم و پر اهمیت اوایل قرن یازده فرش‌های بافته شده قبل و بعدازآن را بررسی و از هم جداسازی می‌کنیم، و مورد بحث قرار می‌دهیم.
فرش را به عنوان کالای تجاری در بازارهای خارجی پذیرفتند ولی امروزه هیچ گونه نمونه قطعی از فرش‌های قرن(۵تا۹ه. ق) ایران به جا نمانده‌است.

## تاریخچه
تاثیر نقاشی در تصویرگری فرش در قرن (۹تاه. ق) بیانگر سنت فرش بافی پیشرفته است، در فرش‌های صفوی چه آن‌هایی که تولید دربارند، و چه آن‌هایی برای عرضه در بازار باقته شده‌اند، می‌توان در آن‌ها ذوق وسلیقه درباری را تشخیص داد. این فرش‌ها که در کارگاه‌های قصر شاهی با دستگاه‌های شهری و روستایی بافته می‌شدند. هیچ نمونه‌ای از فرش‌های ایلاتی و عشایری به جانمانده‌است زیرا که در این دوران استفاده زیادی می‌شده. عاملی که باعث به وجود آمدن صنعت فرش بافی شهری ودرباری شد به آن علت است که بافت آن‌ها برای منافع تجاری بوده‌است.
قرن دهم ه. ق مهم‌ترین مدارک بدست آمده سه فرش است که تاریخ بافت آن‌ها قید شده‌است یکی از آن‌ها فرش ترنج دار در موزه پولدی پزولی در میلان که توسط تعدادی از متخصصین فرش که تاریخ آن
(۹۲۹ ه. ق) خوانده شده و توسط گروه دیگری (۹۴۹ه. ق) قرایت شده. اگر تاریخ اول درست باشد، فرش در اواخر شاه اسماعیل بافته شده و دقیقاً زمانی است که نقاشان در کارگاه‌های دربار شروع به نسخه‌نویسی و مصور کردن تعداد زیادی از نوشته‌ها سلطنتی کردند و یک جفت فرش که در آرامگاه شیخ صفی در اردبیل یافت شده که نشان دهنده این است. که فرش تحت حمایت فرزند و جانشین شاه اسماعیل و طهماسب شاه به اوج هنری خود دست یافته نوشتهٔ روی بافته‌ها شامل نام بافنده و نسب او است، نام بافنده در فرش میلان (جامی) و در فرش اردبیل (کاشانی) است. به محل‌های بافت هم اشاره‌ای شده. که یکی از آن‌ها هدیه‌ای از شاه طهماسب به سلطان بایزید به سال(۹۶۱ه. ق) می‌رسد.
در بعضی از فرش‌های کرمان و جوشقان (نزدیک کاشان) زری بافی انجام می‌گرفته‌است، فرش‌های توسط شاه عباس اول به حرم امام رضادرسال۹۶۱ه. ق اهدا شده. و همچنین فرش‌های دیگر که از جنس ابریشم است از همدان و در گزین به عنوان هدیه به سلطان عثمانی تقدیم شده بوده‌است. ابوالفضل علامی زندگی‌نامه‌نویس اکبرشاه امپراتور مغول در پایان قرن دهم به فرش‌هایی اشاره کرده که از جوشقان، کرمان، خوزستان، سبزوار به هندوستان وارد شده‌است. که پدروتگزِِِِِِِِِِِِِِئیرا می‌گوید، فرش‌های یزد از بهترین هاست پس از آن فرش‌هایی کرمان و خراسان است. دو طرح و نقشه‌اساسی فرش در این دوره عبارتند از ترنج و عناصر تصویری که از هنر کتاب آرایی گرفته شده‌است با ایجاد کارگاه‌های شاهی در هندوستان به وادرات فرش به آن جا ادامه می‌دادند. یک رنگرزی انگلیسی به ایران اعزام شد تا روش رنگرزی سنتی را یاد بگیرد به هر حال به نظر نمی‌رسد با به کارگیری و تب از بعضی طرح‌ها ویا نحوه بافت فرش خصوصاتحت تأثیر تقاضای خارجی بوده‌است.

## فرش‌های ترنج‌دار شمال غربی ایران
اینگروه از فرش‌ها شامل ۳۰تخته فرش می‌باشد که پرز پشمی به جزدومورد آن‌ها که از نخ هم در آن بکار رفته از پنبه در تار به کار رفته و از نخ پنبه در پود بکار برده‌اند، معروف‌ترین نمونه فرش‌های این زمان فرش ترنج دار موزه پولدی پیزولی می‌باشد (اغلب۱۶ کلاله) که در آن سواران سوار بر اسب در حال شکار حیوانات در متن فرش دیده می‌شوند و در مرکزترنج نوشته‌ای که تاریخ آن به۹۲۹ه. ق می‌باشد این گروه فرش را به شمال غربی ایران نسبت می‌دهند علت نام‌گذاری شباهت قابل ملاحظه با فرش‌های ترنج دار دیگر مانند (فرش اردبیل) است تنوع در رنگ آمیزی این فرش‌ها نشان می‌دهد که همهٔ آن‌ها در پیش از یک مرکز بافندگی بافته شده‌اند.

## فرش‌های تار و پود ابریشم
فرش‌های بسیار ظریف که از ابریشم در بافت آن‌ها استفاده شده و گروه بعدی این دسته از فرش‌ها در ابهام بوده‌است. مگر در مورد طرح آن‌ها به شکل ۱-ترنج واحد مرکزی۲-سجاده، محرابه۳-چند ترنجی کتیبه دار و غیره توصیف می‌شوند. از خصوصیات ناب این فرش‌ها بافت بی‌حد و اندازه ظریف آن هاست که برخی از آن‌ها به ۵۵ رج می‌رسد. فرش‌های این دوره عبارتند از :۱- فرش‌های معروف اردبیل تاریخ آن ۹۴۶ه. ق می‌باشد. که از آن استثنایی تصویری می‌باشد.۲-یک جفت قالیچه ظریف کتیبه دار و چند ترنجی صلیبی که دارای نقش مایه‌های پیکرهه ماهرانه می‌باشد این تخت فرش مدت زیادی تصصور می‌شد که برای آرامگاه جد صفویان در اربیل بافته شده، اما بررسی اندازه اتاق‌های آرامگاه و فرش‌ها را به این نتیجه می‌رساند فرش‌ها در واقع از حرم امام رضا در مشهد به دست آمده، فرش‌های معروف سالینگ که هستهٔ اصلی آن فرش سالینگ است که بر اساس نام اهداکننده آن نام‌گذاری شده که که بر طبقه قرن۹ه. ق ایران می‌باشد.

## فرش صفوی از منظر نوآوری در طرح و نقش
در قرن۱۰و۱۱ه. ق که تحول هنرهای صناعی می‌باشد، و درزمرهٔ آن‌ها فرش به منزلتی عالی نسبت به گذشته رسیده است و مبانی طراحی فرش به دوره‌های بعدی را محکم کرده. برای پی‌گیری اتفاقاتی که در طرح و فرش صفوی اتفاقی افتاده را به زمانی سوق می‌دهیم که شواهدی اندکی از آن به جا مانده اصست و برای یافتن اطلاعات در دیگر آثار هنری باید جستجو کرلد و این طبیعی است که دستبافته‌ها به دلیل کاربرد مصالح عمری محدود داشته باشند. و شرایط محیطی و روش بد نگهداری این امر را قوت بخشیده است تا شواهدی کمتر در دست ما باشد.

## طرح و نقش تا قبل از صفوی
با مطالعه طرح و الگوهای به کار رفته در سفالینه‌های شوش هزارهٔ چهارم وسیلک هزارهٔ اول قبل از میلادئ در مقایسه با قدیمی‌ترین دستبافته‌ها و منسوجات باقفی مانده عناصر ساده و شکسته در ترکیب و سازمان دهی‌های سفال‌ها و دستبافته‌ها نقش اساسی داشته‌است. تکرار نقش مایه‌ها و الگوها که پیروی از مسائل اعتقادی وآیینی دیده می‌شود مهم‌ترین نمونه نقش پردازی مکرر پرندگان و چهار پایان در بدنه و روی گردن ظرف که مسائل آب خواهی و در مواردی جادو ربط دارد. که همین نقش‌ها بعدها درترنج‌ها و حاشیه دستبافته‌های ایلیاتی به کار می‌روند.
۱-سامان دهی و آمیزش و عناصر ایرانی-اسلامی و بعضاً بیگانه در ترکیبی نو فرش‌های صفوثی را براساس طرح و محل بافت آن‌ها دست بندی می‌کردند که این گروه بندی عبارتند از ۱- گلدانی۲- باغی۳- ترنج دار۴- درخت و بوته ۵- گلدار هراتی ۶- شکارگاه ۷- لهستانی